# Cyclidius elongatus
Cyclidius elongatus är en skalbaggsart som beskrevs av Olivier 1789. Cyclidius elongatus ingår i släktet Cyclidius och familjen Cetoniidae. Inga underarter finns listade i Catalogue of Life.